# Adélaïde de Forcalquier
Adélaïde de Provence, dite de Forcalquier, morte vers 1129 voire plus probablement vers 1144/1150, est une aristocrate, ayant porté par mariage le titre de comtesse d'Urgell (1080-1090), puis par héritage celui de Provence (vers 1102), puis de Forcalquier (à partir de 1110) et de comtesse d'Avignon et de Forcalquier (1129). Elle est l'une des dernières représentantes de la dynastie comtale de Provence.

## Biographie

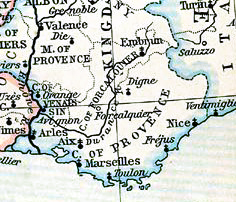
Le comté de Forcalquier, entre comté et marquisat de Provence.

### Origines
La date de naissance d'Adélaïde, que l'on trouve sous les formes Azalaïs,, ou Adelaïs ou encore Alix,, n'est pas connue à ce jour.
Membre de la première maison comtale de Provence, elle est la fille unique et héritière de Guillaume V /Guilhem Bertrand († apr. 1065), numéroté V ou VI selon les auteurs, marquis (comte) de Provence, et de sa seconde épouse Azalaïs/Adélaïde/Alix, que les auteurs contemporains surnomment de Cavenez († apr. octobre 1113), fille du seigneur de Valpergue (Valperga), près de Turin italien.

### Héritage provençal et mariage
Adélaïde n'est pas mariée à la mort de son père, située après 1065 et avant 1067, selon Manteyer (1908), plus probablement entre 1065 et 1074 selon Varano (2011). Sa mère semble hériter, « sinon [obtenir] l 'usufruit de tout le comté d'Orange, du moins un domaine considérable dans le comté ». Elle se remarie avec Bertrand-Rambaud d'Orange. Adélaïde semble recevoir la part de son père sur la Provence, notamment les domaines situés à l'ouest de la Durance.
Jeune, sa mère la marie épouse, entre 1076 et 1080,, Ermengaud/Ermengol/Armengol IV, comte d'Urgell (1065-1090), une importante principauté en Catalogne,,,. Armengol IV a eu d'une première épouse Lucie/Lucia, un Armengol V fils homonyme qui lui succède à la tête du comté d’Urgell. Cette union correspond à une tradition matrimoniale permettant de lier la Provence à la Catalogne.
Le couple a deux enfants, un garçon Guilhem/Guillaume III, qui reçoit le nom de son grand-père maternel, et une fille Sancha.
Elle suit son mari et s'installe en Catalogne jusqu'au décès de ce dernier, situé entre 1090 et 1092. Ermengaud/Armengol IV fait un testament en 1090, bien que l'auteur et la date de ce document soient remis en cause par Aurell (1995). Il partage entre ses enfant mineurs, deux fils et une fille, ses biens, tout en les plaçant sous tutelle,. Guillaume/Guilhem reçoit les « comtés, évêchés, cités et châteaux » que son père possédait « depuis le Rhône jusqu'aux limites » du comté de Provence. Il laisse à son épouse l'usufruit du comté d'Urgel, mais il prévoit toutefois une compensation financière, provenant de sa dot, si elle ne peut exercer ce droit. Finalement, le comté d'Urgel passe à son beau-fils Armengol V.
Son époux fait le choix pour ses deux enfants, Guillaume et Sancha, de tuteurs provençaux, optant pour les « évêques de Nice et de Vaison, ainsi que des barons de la Provence, tout spécialement Bertrand, comte d'Arles ».

### Retour en Provence et implantation à Forcalquier
Adélaïde décide de rentrer avec ses enfants en Provence. Elle s'installe à Avignon où elle réside entre juin 1101 et 1105. Au cours de cette période, elle reçoit, aux côtés de sa mère, le serment de fidélité d'Ermessende/Ermessen, veuve de Rostaing Bérenger, vicomte d'Avignon,,. La mère et la fille sont mentionnées dans l'acte avec le titre de comtesse, mais sans mention toponymique (Adalax conmitissa, filia Adalax conmitissa),.
Le serment permet également de savoir que que la famille vicomte d'Avignon possédait des droits sur les châteaux de Mane et Forcalquier qu'ils perdent face à Adéläide et ses héritiers.
Adélaïde semble ensuite abandonner la cité d'Avignon pour s'installer à Forcalquier, toutefois elle est attestée avec son fils dans la cité entre 1110 et en 1129. En 1102, elle prête un serment de fidélité à l'évêque de Sisteron, Bertrand Ier, lui garantissant qu'elle le protégera,.
Probablement en raison de l'éloignement des Toulouse, elle se qualifie de comtesse de Forcalquier (Adalais comitissa Fulcheriensis), dans un acte, interprété majoritairement par l'historiographie, comme étant l'année 1110. Poly (1976) avançait pour sa part celle de janvier 1105/1106,. L'usage du titre dans un acte de transaction avec l'évêque de Sisteron permet à Adélaïde d'affirmer son autorité sur le territoire « formalisant un état de fait », « œuvrant probablement sur deux fronts : le premier relatif à sa dimension politique dans le cadre plus global du comté de Provence ; le deuxième plus local, dans un rapport ambiguë avec l’autorité épiscopale. » Son fils, Guillaume, porte dans le document le titre de marquis de Provence. Cette transaction a également pour conséquence le transfert des évêques de Sisteron à Lurs.

### Succession de la Provence
Le serment de fidélité, daté de 1101 et 1105, semble démontrer que le comté de Provence, resté en indivis jusqu'alors, a fait l'objet d'un partage, entre, entre la maison de Toulouse, la comtesse Gerberge de Provence et la comtesse Adélaïde vers 1105.
Adélaïde possède, selon Manteyer, « les trois quarts de la Provence au delà de la Durance : or, ses droits héréditaires ne montaient qu'aux 3/8 de la Provence entière. […] Les partages postérieurs feront connaître qu'il y a une exception : Avignon et ses environs demeurent indivis. », soit les cités épiscopales de Gap, Forcalquier et Sisteron. La maison de Toulouse contrôle en partie la vallée du Rhône et les territoires au nord (Venaissin, Diois, Vivarais). Tandis que la branche arlésienne de la maison comtale de Provence, jusqu'à Bertrand II († 1093), puis à la suite du mariage de sa sœur Gerberge avec Girbert Ier († 1111), comte de Gévaudan, la maison de Millau-Gévaudan, contrôlent Arles et les cités épiscopales au Sud (Aix, Fréjus, indirectement Marseille). À partir de 1112, s'ajoute la maison de Barcelone, à la suite de l'union de Raimond-Bérenger III, comte de Barcelone, à Douce, fille et unique héritière du comte Gilbert.
Bien qu'elle possède donc des droits sur Avignon, inféodée à des vicomtes, ceux-ci sont contestés par les maisons de Toulouse et de Barcelone, qui en revendiquent chacune la moitié en 1125.
Lors du traité de 1125 qui permet le partage officiel de la Provence entre les deux maisons de Toulouse et de Barcelone, la comtesse Adélaïde et son fils, Guilhem/Guillaume III, sont écartés de la décision. Manteyer (1908), repris par la suite, avaient considéré qu'à partir de 1105 Adélaïde s'était désintéressée des successions,. Mazell (2011) conteste cette hypothèse avançant un rapport de force favorable aux premiers, surtout que le traité ne concerne pas les terres au-delà de la Durance à l'exception d'Avignon, et qu'il faut attendre « un second traité fut conclu, vers 1126-1127, entre le comte de Toulouse et le comte de Forcalquier », ainsi qu'un second en 1195 avec l'arrière-petit-fils d'Adélaïde.

### Comtesse douairière et régence
D'après l'interprétation de témoignages, la comtesse Adélaïde aurait investi son petit fils, Bertrand Ier, vers 1122-1123. 
En 1127, elle fait, aux côtés de son fils une donation au chapitre d'Embrun. Celle-ci permet, selon Mazell (2011) d'interpréter l'extension du pouvoir de la famille sur l'Embrunais et le Gapençais.
Son fils meurt en 1129. Elle porte au cours de cette année le titre de comtesse d'Avignon et de Forcalquier,.
Vers 1170, après sa mort, un accord reconnaît leurs droits en partageant le marquisat entre les maisons d'Urgel et de Toulouse.

### Débat sur l'année de sa mort
La date de mort d'Adélaïde n'est pas précisément connue et fait débat.
Poly avançait comme date de sa mort avant le 27 août 1107, c'est-à-dire « date à laquelle son héritier, Géraud Adhémar, apparut exercer les pouvoirs qu'elle lui avait légués dans Orange ». Toutefois dans son tableau généalogique, l'historien associent les dates 1083-1144, à la comtesse. Pour sa part, Manteyer lui attribuait un testament au 12 octobre 1113.
Dans sa thèse, Varano (2011) indique qu'elle « disparait des documents entre 1144 et 1150 » et cite Bouche, auteur de La Chorographie ou description de la Provence (1665), qui considérait qu'elle était morte octogénaire.
Le site Internet de généalogie, Medieval Lands, propose l'année 1129.

## Famille
Adélaïde épouse, avant 1080, probablement 1079, Armengol IV, comte d'Urgell (1065-1090). Le couple à deux enfants,, :
- Guilhem/Guillaume III († 1129), qui succède à sa mère à la tête du comté de Forcalquier. Il épouse Garsenda d'Albon, fille de Guigues III, comte d'Albon.
- Sancie/Sancha/Sança, qui épouse Ripert-Raimbaud de Mévouillon, petit-fils de Raimbaud de Nice.

#### Ouvrages récents
- Édouard Baratier, Histoire de la Provence, Toulouse, Editions Privat, 1990, 604 p. (ISBN 2-7089-1649-1) (réédition).
- Florian Mazel, La noblesse et l'Église en Provence fin Xe - début XIVe siècle, Paris, CTHS, 2002, 803 p. (ISBN 978-2-7355-0503-6, LCCN 2005397122).
- Mariacristina Varano (thèse soutenue à l'université d'Aix-Marseille I), Espace religieux et espace politique en pays provençal au Moyen Âge (IXe-XIIIe siècles). L'exemple de Forcalquier et de sa région, 2011, 1007 + 132 (lire en ligne [PDF]).

#### Ouvrages anciens
- Jean-Pierre Poly, La Provence et la société féodale : 879-1166, contribution à l'étude des structures dites féodales dans le Midi, Paris, Bordas, 1976, 431 p. (lire en ligne).
- Georges de Manteyer, La Provence du premier au douzième siècle : études d'histoire et de géographie politique, t. 1, Picard, 1908, 988 p. (lire en ligne).